# Budker-Institut für Kernphysik

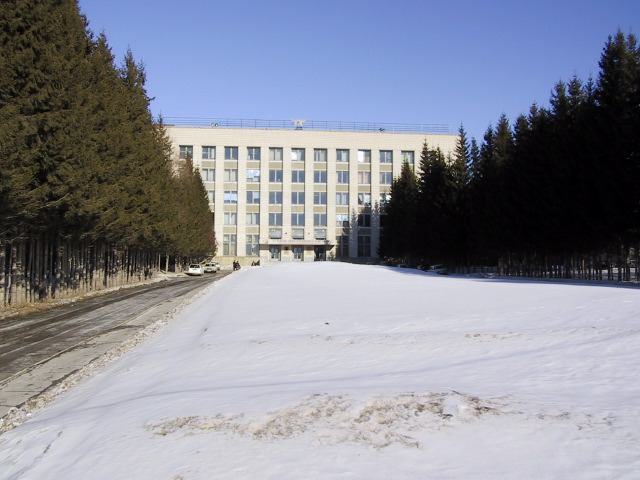
Budker-Institut für Kernphysik im Stadtteil Akademgorodok von Nowosibirsk, Russland.

Das Budker-Institut für Kernphysik (russisch Институт ядерной физики им. Г. И. Будкера СО РАН, englisch Budker Institute of Nuclear Physics, BINP) ist ein Forschungsinstitut für Kernphysik der sibirischen Abteilung der Russischen Akademie der Wissenschaften in Nowosibirsk.

## Geschichte
Es wurde 1958 als Institut für Kernphysik (engl. Institute of Nuclear Physics, INP) unter der Leitung von Gersch Izkowitsch Budker gegründet, der ihm auch bis zu seinem Tod im Jahre 1977 als Direktor vorstand. Zu Ehren von Budker wurde das Institut dann in Budker-Institut für Kernphysik umbenannt. Es stand seitdem unter der Leitung von Alexander Nikolajewitsch Skrinski. Seit 2015 wird das BINP von Pavel Logachev geleitet.

## Forschungsgebiete

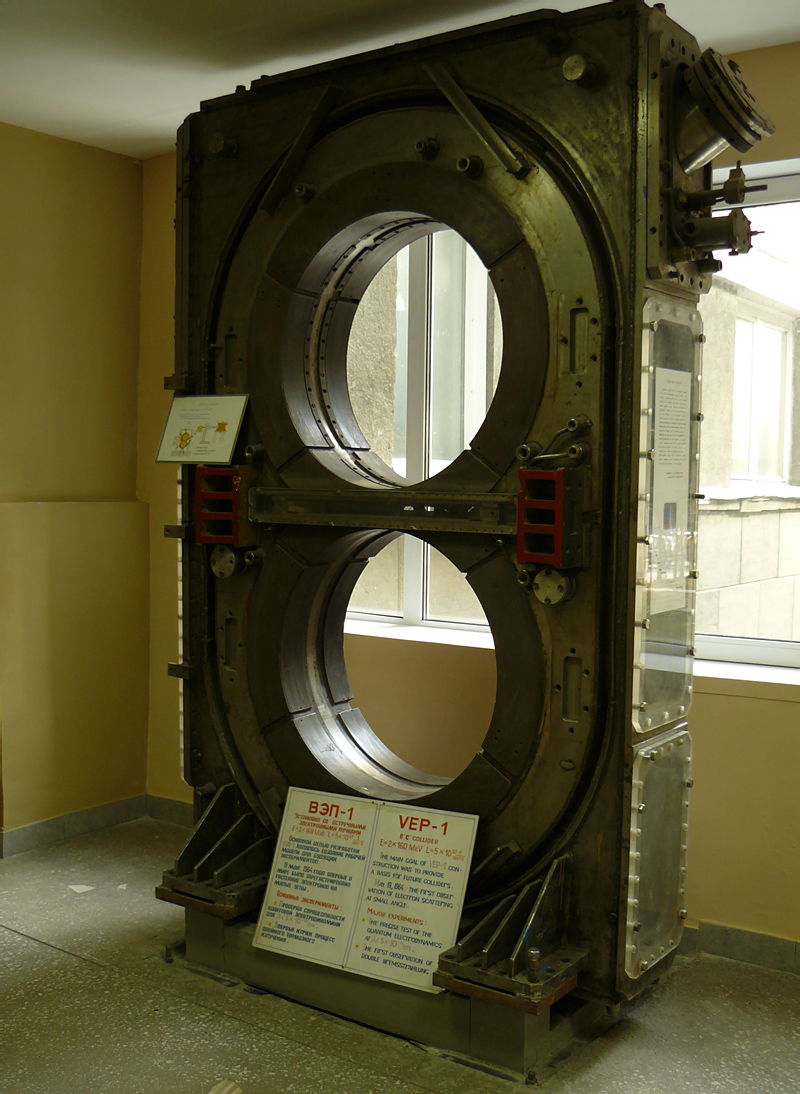
VEP-1, einer der weltweit ersten Speicherringe für Teilchenkollisionen
(ein Electron-Electron-Collider).

Das BINP ist neben dem Vereinigten Institut für Kernforschung eines der größten russischen und zählt zu den weltweit führenden Forschungsinstituten für Hochenergiephysik. Es betreibt Grundlagenforschungen zum Aufbau der Materie mit Hilfe großer Teilchenbeschleuniger, wie mehreren Beschleunigeranlagen zur Kollision von Elektronen und deren Antiteilchen, den Positronen. Die Electron-Positron-Collider VEPP-2000 und VEPP-4M erreichen dabei Teilchenenergien von bis zu 1 GeV beziehungsweise 6 GeV. Das BINP hat in den 1960er Jahren mit dem VEP-1 einen der weltweit ersten Speicherringe für Teilchenkollisionen entwickelt, ein Electron-Electron-Collider mit Elektronen-Energien von jeweils 160 MeV, sowie mit dem VEPP-2 den ersten Electron-Positron-Collider überhaupt, mit Teilchenenergien von bis zu 700 MeV.
Weiterhin werden Komponenten für Beschleunigeranlagen entwickelt. So wurde die von Budker Mitte der 1960er Jahre erstmals vorgeschlagene Elektronenkühlung, zur Dämpfung von Oszillationen in Teilchenstrahlen, in den 1970er Jahren am BINP erstmals realisiert. Das Institut war später unter anderem maßgeblich beteiligt an der Entwicklung und dem Bau der Elektronenkühlung des SIS-18 am GSI Helmholtzzentrum für Schwerionenforschung, des Kühlersynchrotrons COSY am Forschungszentrum Jülich und des Low Energy Ion Ring am CERN.
Weitere Forschungsschwerpunkte sind die Plasmaphysik und die kontrollierte Kernfusion sowie die Entwicklung leistungsstarker Quellen für Synchrotronstrahlung, wie Freie-Elektronen-Laser. Das BINP ist zudem Ausbildungsstätte für circa 200 Studenten der Staatlichen Universität Nowosibirsk und der Staatlichen Technischen Universität Nowosibirsk. Im Institut waren 2012 über 2800 Angestellte beschäftigt, darunter circa 400 Wissenschaftler und 1000 Mitarbeiter der Produktionsabteilung für Experimentier- und Beschleunigeranlagen.
Ein neues Flaggschiff wird der neue Elektron-Positron-Teilchenbeschleuniger „Super C-Tau Factory“ (Sibirische Ring-Photonenquelle, SKIF) werden. Nach den Sanktionen mussten neue importsubstituierte Geräte gebaut werden.